# Flikbjörnbär
Flikbjörnbär (Rubus laciniatus) är en rosväxtart som först beskrevs av Richard Weston, och fick sitt nu gällande namn av Carl Ludwig von Willdenow. Flikbjörnbär ingår i släktet rubusar och familjen rosväxter, enligt Dyntaxa och Catalogue of Life. Arten är reproducerande i Sverige.

## Underarter
Arten delas in i följande underarter:
- R. l. laciniatus
- R. l. selmeri

## Bildgalleri

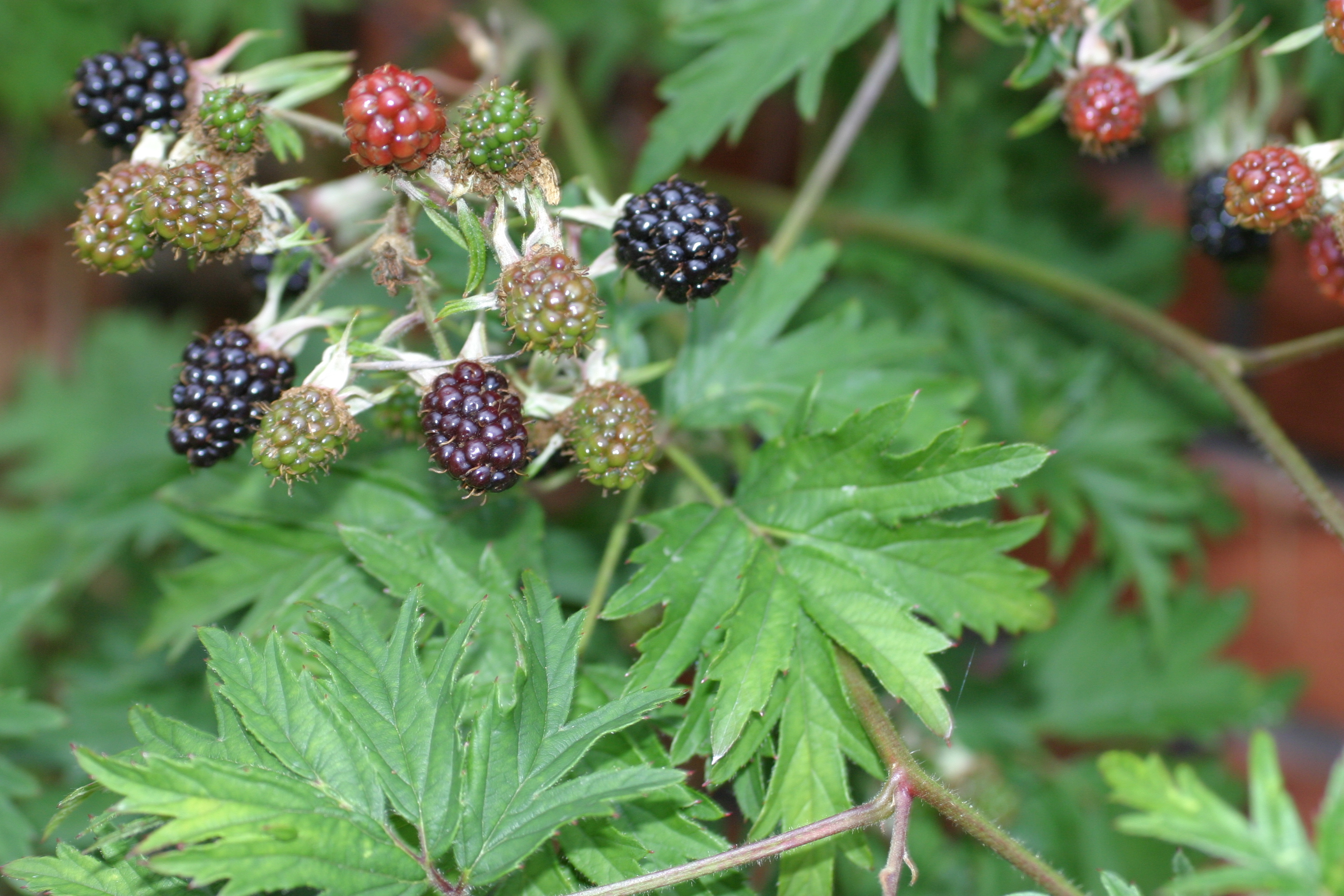
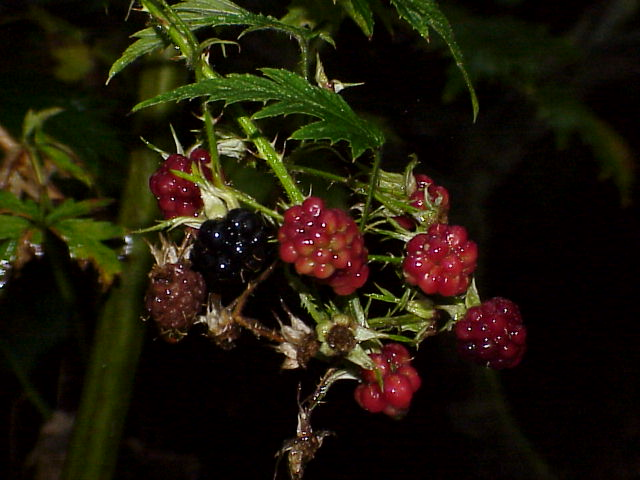
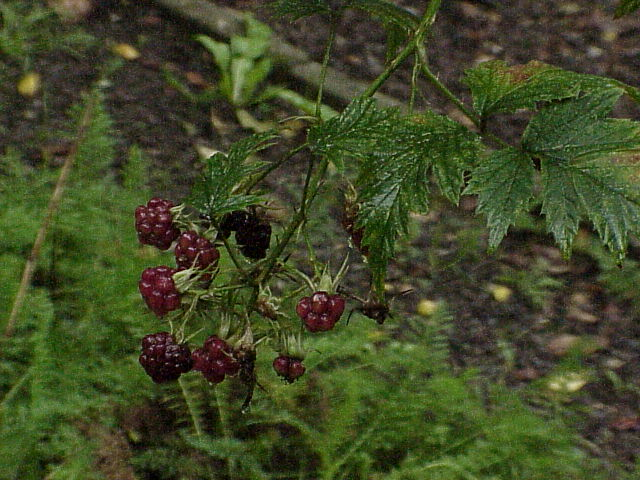
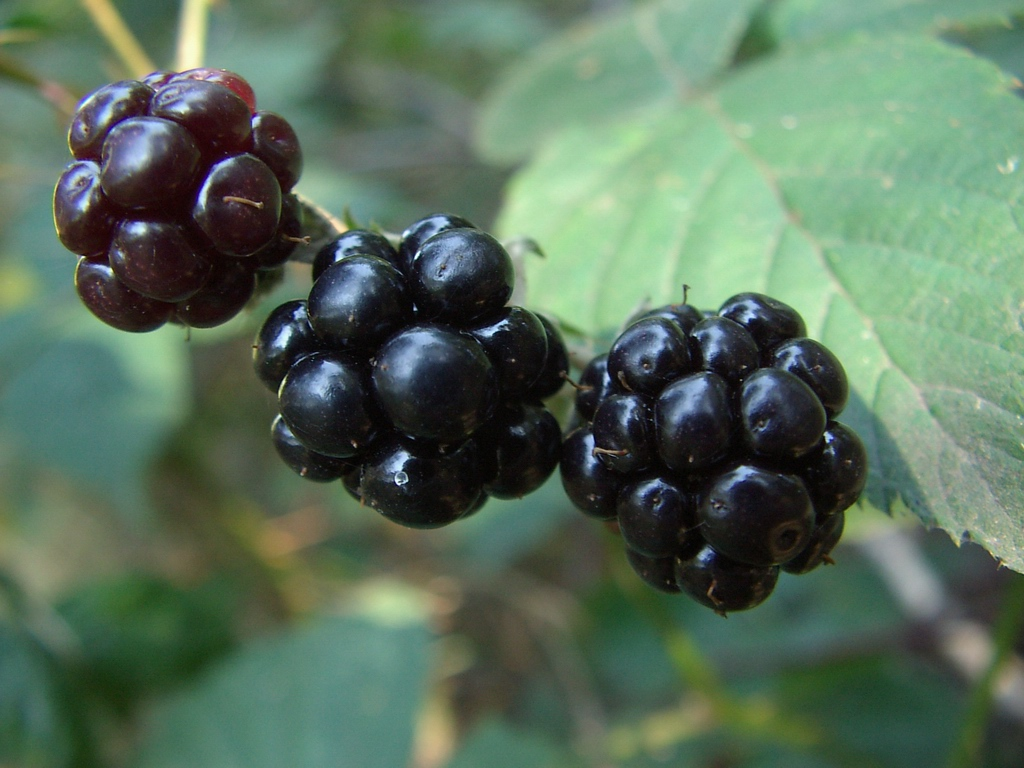
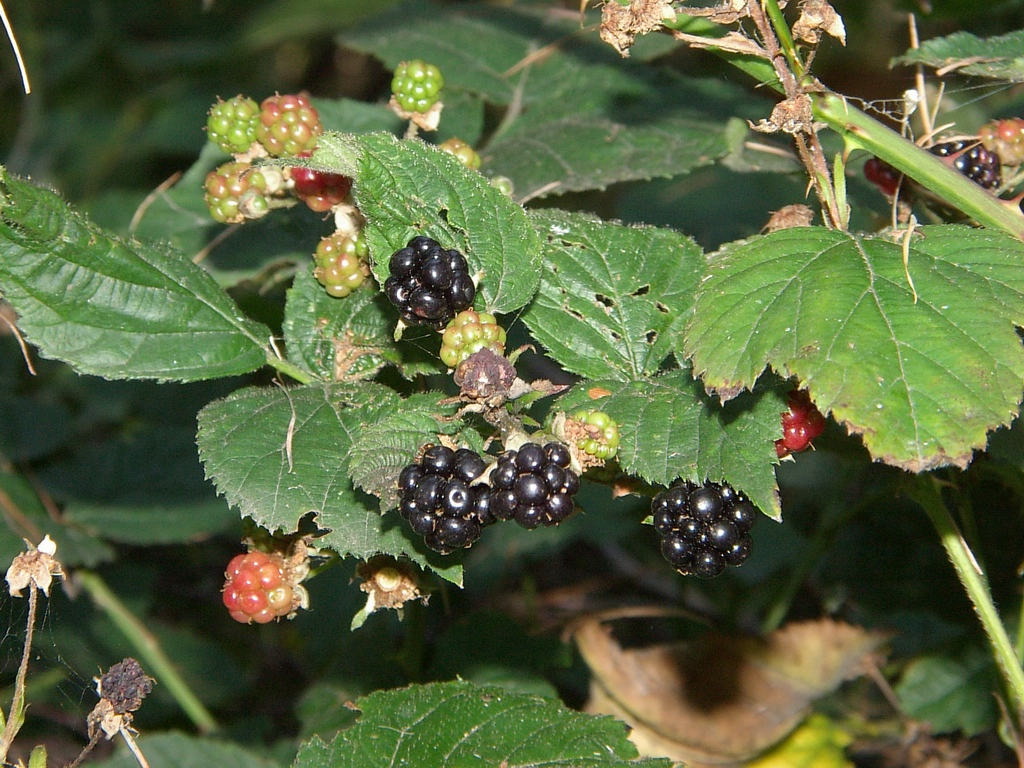
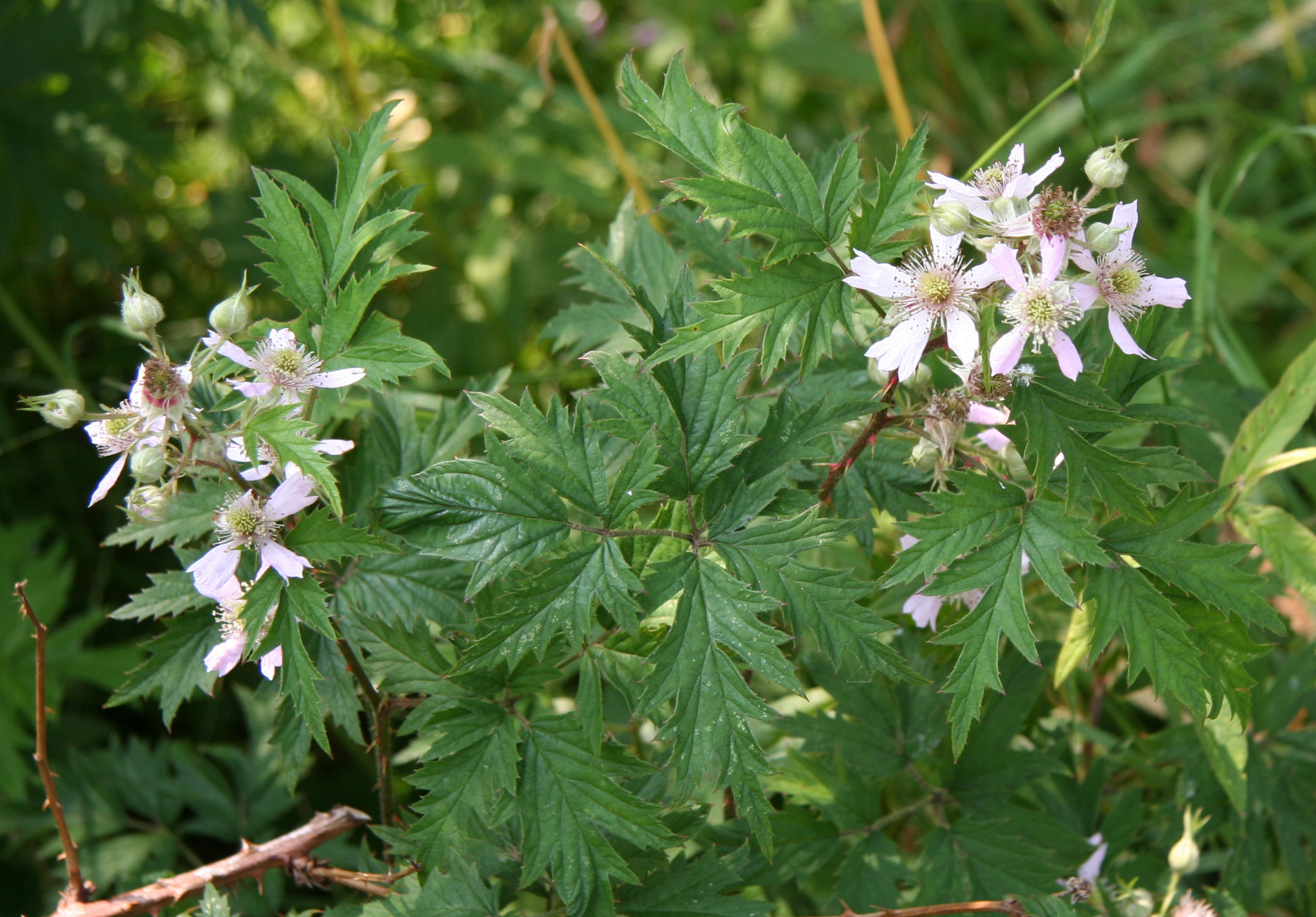